# Randy Moss
Randy Gene Moss (Rand, Nyugat-Virginia, 1977. február 13. –) amerikai amerikaifutball-játékos, elkapó (wide receiver)

## Sportpályafutása
Mosst 1998-ban a Minnesota Vikings draftolta. 7 évet töltött el ennél a franchise-nál, 2005-ben azonban a formahanyatlása és botrányai miatt megváltak tőle. Ezután az Oakland Raiders-höz került. A 2007-es idényt ismét egy új klubnál, a New England Patriotsnál kezdte meg, ahol Jerry Rice rekordját megdöntve az NFL történetének legtöbb alapszakaszbeli elkapott touchdownjával (23) zárt. 2010. október 6-án a New England Patriots a korábbi csapatához, a Minnesota Vikings-hoz cserélte, ahol 4 hetet töltött el, majd fegyelmezetlenségére hivatkozva kitették a csapatból. A Tennessee Titanshoz került, miután a jelentkező csapatok közül ők rendelkeztek a leggyengébb helyezéssel.
2011. augusztus 1-jén Moss bejelentette visszavonulását, bár sokan azt gondolták, hogy valamelyik csapat elviszi a szabadügynök-piacról. A bejelentés után máris szárnyra kaptak azon hangok, melyek Mosst néhány éven belül a Futball Hírességek Csarnokába (Pro Football Hall of Fame) teszik.[forrás?]

## Család
Maxime Moss és Randy Pratt fiaként született 1977-ben, ám apjával korán elvesztette a kapcsolatot.
Egy húga (Lutisia) és egy öccse (Eric) van. Eric rövid ideig az NFL-ben is játszott, szintén a Vikingsnél. Barátnőjével, Libby Offuttal közösen neveli négy gyermekét: két lányt, Sydneyt és Senalit, valamint két fiút, Thaddeust és Mondigót.

## NFL-statisztika
| Év    | Csapat | Mérkőzések | Kezdő | Elkapások | Elkapott yardok | Elkapásonként megtett yardok | Touchdownok száma | Leghosszabb elkapás |
| ----- | ------ | ---------- | ----- | --------- | --------------- | ---------------------------- | ----------------- | ------------------- |
| 1998  | Min    | 16         | 11    | 69        | 1313            | 19.0                         | 17                | 61                  |
| 1999  | Min    | 16         | 16    | 80        | 1413            | 17.7                         | 11                | 67                  |
| 2000  | Min    | 16         | 16    | 77        | 1437            | 18.7                         | 15                | 78                  |
| 2001  | Min    | 16         | 16    | 82        | 1233            | 15.0                         | 10                | 73                  |
| 2002  | Min    | 16         | 16    | 106       | 1347            | 12.7                         | 7                 | 60                  |
| 2003  | Min    | 16         | 16    | 111       | 1632            | 14.7                         | 17                | 72                  |
| 2004  | Min    | 13         | 13    | 49        | 767             | 15.7                         | 13                | 82                  |
| 2005  | Oak    | 16         | 15    | 60        | 1005            | 16.8                         | 8                 | 79                  |
| 2006  | Oak    | 13         | 13    | 42        | 553             | 13.2                         | 3                 | 51                  |
| Total |        | 138        | 132   | 676       | 10700           | 15.8                         | 101               | 82                  |